# وردا، باهیا
وردا، باهیا (به پرتغالی: Vereda, Bahia) یک شهرستان برزیل در برزیل است که در باهیا واقع شده‌است.